# Botafogo Associação Sergipana de Futebol
O Botafogo Associação Sergipana de Futebol é um clube de futebol brasileiro, da cidade de Cristinápolis, no estado de Sergipe. Suas cores são o preto e o branco.
Fundado no dia 29 de junho de 2015, estreou no futebol profissional disputando a Série A2 do Campeonato Sergipano, sendo um dos 3 estreantes da competição (juntamente com Rosário Central-SE e Frei Paulistano).
Manda seus jogos no estádio Geraldão, com capacidade para 2.000 espectadores.

## Desempenho em competições oficiais
Campeonato Sergipano (Série A1)
| Ano  | 2017 |
| ---- | ---- |
| Pos. | 10º  |

Campeonato Sergipano (Série A2)
| Ano  | 2010 | 2011 | 2012 | 2013 | 2014 | 2015 | 2016 | 2017 | 2018 | 2019 |
| ---- | ---- | ---- | ---- | ---- | ---- | ---- | ---- | ---- | ---- | ---- |
| Pos. | —    | —    | —    | —    | —    | —    | 2º   | —    | 8º   | 8º   |
| Ano  | 2020 | 2021 | 2022 | 2023 | 2024 |      |      |      |      |      |
| Pos. | —    | 19º  | 20º  | —    | 19º  |      |      |      |      |      |

## Escudo
| Evolução do escudo do Botafogo Associação Sergipana de Futebol | Evolução do escudo do Botafogo Associação Sergipana de Futebol | Evolução do escudo do Botafogo Associação Sergipana de Futebol | Evolução do escudo do Botafogo Associação Sergipana de Futebol | Evolução do escudo do Botafogo Associação Sergipana de Futebol | Evolução do escudo do Botafogo Associação Sergipana de Futebol | Evolução do escudo do Botafogo Associação Sergipana de Futebol | Evolução do escudo do Botafogo Associação Sergipana de Futebol |
| 2015-Presente                                                  |                                                                |                                                                |                                                                |                                                                |                                                                |                                                                |                                                                |
| -------------------------------------------------------------- | -------------------------------------------------------------- | -------------------------------------------------------------- | -------------------------------------------------------------- | -------------------------------------------------------------- | -------------------------------------------------------------- | -------------------------------------------------------------- | -------------------------------------------------------------- |